# Ketagalan
I Ketagalan (o Ketangalan) sono un gruppo di aborigeni taiwanesi, residenti nel bacino di Taipei. La loro lingua è attualmente estinta.
Il 21 marzo 1996, la strada antistante la Residenza Presidenziale fu rinominata dall'allora sindaco di Taipei Chen Shui-bian da Via Lunga Vita a Chiang Kai-shek (介壽路) e Viale Ketagalan (凱達格蘭大道), in onore della tribù. Inoltre, furono eliminati dalla strada i segnali che vietavano il transito di motociclette e biciclette.

## Leggenda
Secondo la leggenda, gli antenati del popolo Ketagalan originariamente risiedevano in un'isola lontana. Un giorno, sull'isola apparve un mostro che ogni notte arrivava nei villaggi, spaventando la gente a morte. Di comune accordo, gli abitanti dei villaggi sistemarono delle trappole tutto intorno alle loro case e ai loro campi, così il mostro ferito fu costretto a tornare sulle sue montagne. La pace tornò per un po' nei villaggi, tuttavia presto il mostro guarì e riapparve e, diventato pazzo per la fame, entrò in una delle case e uccise un bambino. Il popolo iniziò a vivere nella paura di essere mangiato dal mostro, e nessuno osava dormire. Dopo un lungo dibattito in cui nessuno riuscì a pensare ad un modo per affrontare il mostro, il popolo Ketagalan decise di fare i bagagli e lasciare l'isola. Dopo un difficile viaggio in mare, finalmente i pellegrini videro terra ed attraccarono in un'isola, che casualmente era quella di Taiwan.
Molti anni più tardi, la tribù iniziò a crescere prepotentemente, quindi i capi decisero di escogitare un modo per dividersi. Tutti si accordarono sul fatto di tirare i rametti per decidere: le persone che avrebbero tirato via i rametti più lunghi avrebbero avuto la possibilità di rimanere a vivere nelle fertili pianure, mentre quelli con i fuscelli più corti si sarebbero trasferiti sulle montagne. Fu così che il popolo si divise in due tribù, una residente in pianura ed una in montagna.